# Nakład (poligrafia)
Nakład w poligrafii oznacza:
1 – całkowita liczba jednorazowo wydrukowanych egzemplarzy publikacji poligraficznej

2 – sposób sfinansowania danej publikacji
- nakład ograniczony – nakład sporządzony w niewielkiej liczbie egzemplarzy
- nakład własny – nakład sfinansowany przez autora

## Rynek książki w Polsce
W Polsce, przeciętny nakład książki maleje od kilku dekad (przy czym wzrasta liczba wydawanych tytułów). Po transformacji ustrojowej, znacząco zmniejszył się przeciętny nakład. 
Nakład historycznie wynosił: 
- w okresie PRL-u, ok. 1977 roku, ok. 50 000 egzemplarzy (na rynku książek dla dzieci i młodzieży)[3]. Dane dla Wydawnictwo Harcerskie Horyzonty wykazywały przeciętnie nakłady ponad 10,000 egzemplarzy w latach 60., a ok. 40 000 dekadę później[4].

- w 1990 – ok. 17 000 egzemplarzy[2]
- w 1991 – ok. 10 500 egzemplarzy[1]
- w 1998 – ok. 6200 egzemplarzy[5]
- w 1999 – ok. 6300 egzemplarzy[5]
- w 2000 – ok. 4700[1]–6100[5] egzemplarzy
- w 2006 – ok. 6700 egzemplarzy[6]
- w 2009 – ok. 2500 egzemplarzy[2]
- w 2010 – ok. 5700 egzemplarzy[7]
- w 2011 – ok. 5000 egzemplarzy[7]
- w 2012 – ok. 4000 egzemplarzy[7]
- w 2013 – poniżej 4000 egzemplarzy[7][8]
- w 2014 – ok. 3300 egzemplarzy[7]
- ok. 2018 roku – ok. 2500 egzemplarzy[9]

Wysokie nakłady osiągają m.in. podręczniki (rzędu setek tysięcy lub nawet kilku milionów ok. 2000 r.).
W 2017 nakład książki powyżej 50 000 został opisany jako "literackiej gwiazdy".
Nakład przeciętny dla czasopism miał podobne wielkości jak dla książek w latach 90., i spadał bardziej powoli (z ok, 15 000–20 000 w latach 90. do nieco powyżej 10 000 pod koniec pierwszej dekady  XXI wieku).
Nakład komiksów w okresie PRL-u wynosił nawet kilkaset tysięcy egzemplarzy, po transformacji przeciętny nakład spadł do rzędu wielkości kilkuset–kilku tysięcy egzemplarzy.